# 堅料網
堅料網，是一家立場親建制派的香港媒體，於2015年9月成立，現由諾訊國際有限公司擁有。他們以政論和專欄為主打，另亦有娛樂、體育及馬經等欄目，口號為「不問立場，只問是非」。而該媒體亦推出了以雙周刊形式出版的實體版雜誌《堅雜誌》，和在多個地點免費派發。

## 歷史
堅料網於2015年9月成立，當時由「生立有限公司」擁有。該公司的董事為陳崇煒，而他曾任《文匯報》記者，及一份石油雜誌的主編，且是多間上市公司的執行董事。而創立初期，邀得建制派立法會議員梁美芬、鍾樹根和前主播黃大鈞等人擔任博客。
2015年12月，推出實體版雜誌《堅雜誌》，在部分地鐵站口派發。
2017年1月25日，有員工收到公司通知，指網站成立和推出雜誌後，花費大量資金，需重新思考未來路向，決定公司於本月31日停止運作。據香港01記者了解，《堅料網》投資者認為不應在回報不足下，不斷投放資金，公司承諾會依照相關勞工法例賠償。而有消息指，《堅料網》於宣布停止運作前一直運作正常，未察覺有任何開源節流措施，形容事出突然。
2018年9月5日，堅料網宣佈再度運作，稱為社會、為公義、為香港的未來再度發聲。而其實體版雜誌《堅雜誌》亦會在人流旺點免費派發。